# Tver
Tver (ruski: Тверь) je grad na zapadu europskog dijela Rusije, administrativno središte Tverske oblasti. Nalazi se na obalama rijeke Volge na području ušća rijeka T'make i Tverce.
Tver osnovan 1135. godine na uskom poluotoku ušća rijeke T'make. Od 1247. godine je – središte Tverske kneževine; tijekom Mongolsko-tatarskog jarma bio je jedan od centara otpora (glavni ustanak u 1327. godine) i natjecala se s Moskvom za ulogu političkog centra sjevero-istočne Rus'; u 1304. godini knaez Mihail je dobio povelju na veliko kneževstvo i od tog trenutka do 1327. godine Tver je bio glavni grad ruskih zemalja, od 1485. godine je u sastavu Moskvovske države (kasnije – Rusija). Od 1796. do 1929. godine je  središte Tverske gubernije, a od 1935. godine je administrativno središte Kalininske oblasti (nakon 1990. Tverske oblasti). Od listopada do prosinca 1941. godine grad je bio okupiran od strane njemačkih vojnika, bio je teško oštećen tijekom okupacije i bojnih djelovanja, naknadno bio je obnovljen. U 1971. godini je bio nagrađen ordenom Radnog Crvenog Znamenja. 4. studenog 2010. godine je dobio počasni naslov «Grada vojne slave».
Tver je veliki industrijski, znanstveni i kulturni centar, te glavno prometno čvorište na raskrižju željezničke pruge Sankt-Peterburg – Moskva i autoceste «Rusija» s Gornjom Volgom. Područje grada zauzima – 152,22 km², administrativno je grad podijeljen na četiri rajona (Zavolžski, Moskovski, Proleterski, Središnji). Populacija grada (prema preliminarnim rezultatima popisa stanovništva 2010.) ima 403.726 ljudi. Gradska vlast se sastoji od Tverskog gradskog vijeća, gradonačelnik se bira iz reda svojih članova i lokalne uprave.

## Vanjske poveznice
- Službene stranice grada Vologde  Arhivirana inačica izvorne stranice od 20. travnja 2007. (Wayback Machine)